# أرون غولدينغ
أرون غولدينغ (بالإنجليزية: Aaron Goulding)‏ (29 أبريل 1982 بأديلايد في أستراليا - ) هو لاعب كرة قدم أسترالي في مركز الظهير. شارك مع منتخب أستراليا تحت 17 سنة لكرة القدم ومنتخب أستراليا تحت 20 سنة لكرة القدم. أما مع النوادي، فقد لعب مع أدلايد غالاكسي وبارا هيلز نايتس وكاميبل تاون سيتي أفسي ونادي أديلايد سيتي لكرة القدم ونادي أديلايد يونايتد وModbury Jets SC ‏ وPlayford City SC ‏.

## وصلات خارجية
- أرون غولدينغ على موقع الاتحاد الدولي (مؤرشف)  (الإنجليزية)
- أرون غولدينغ على موقع قاعدة بيانات كرة القدم.إي يو (الإنجليزية)
- أرون غولدينغ على موقع عالم كرة القدم.نت (الإنجليزية)